# لیزا روو فراوستینو
لیزا روو فراوستینو (انگلیسی: Lisa Rowe Fraustino؛ زادهٔ ۱ ژانویهٔ ۱۹۶۱) نویسنده، و نویسنده کودکان اهل ایالات متحده آمریکا است.
وی همچنین برندهٔ جوایزی همچون برنامه فولبرایت شده‌است.